# Выборы глав субъектов Российской Федерации в 2005 году
В 2005 году в России уже был изменён порядок наделения полномочиями глав субъектов, поэтому были проведены только одни выборы глав субъектов в Ненецком Автономном округе, которые прошли в два тура.
| Дата выборов        | Вид выборов                                                                     | Результаты выборов (избранное должностное лицо, повторное голосование, недействительность выборов) | Итоги голосования (в процентах) | Примечания |
| 23 января 2005 года | Выборы главы Администрации Ненецкого автономного округа                         | Повторное голосование: Алексей Баринов — Игорь Кошин                                               | активность — 62,94 % Алексей Баринов — 22,41 % Игорь Кошин — 20,69 % Леонид Саблин — 18,06 % Александр Шмаков — 16,22 % Против всех — 0,04 % | Последние прямые выборы, прошли уже после изменения порядка наделения полномочиями глав регионов. Действующий глава округа Владимир Бутов не смог принять в них участие согласно правилу о двух сроках. Кроме того, в период избирательной кампании он был осуждён за преступление. |
| 6 февраля 2005 года | Выборы главы Администрации Ненецкого автономного округа (повторное голосование) | Алексей Баринов, профессор Архангельского государственного технического университета               | активность — 60,10 % Алексей Баринов — 48,45 % Игорь Кошин — 30,47 % Против всех — 20,21 %                                                   | Последнее голосование на прямых выборах. В 2006 году Алексей Баринов был отстранён от должности и арестован по обвинению в совершении мошенничества. Позже, в 2007 году был оправдан.                                                                                               |